# Žaplić (prolaz)
Žalpić je tjesnac koji odvaja otoke Vele Srakane i Male Srakane. Širok je 180 m. Približne koordnate središta prolaza su 44° 34' 10" N, 14° 19' 28.9" E.